# Мёкмюль
Мёкмюль (нем. Möckmühl) — город в Германии, в земле Баден-Вюртемберг. 
Подчинён административному округу Штутгарт. Входит в состав района Хайльбронн.  Население составляет 8084 человека (на 31 декабря 2010 года). Занимает площадь 49,61 км². Официальный код  —  08 1 25 063.
Город подразделяется на 5 городских районов.

## Достопримечательности
- Замок Мёмюль

## Фотографии

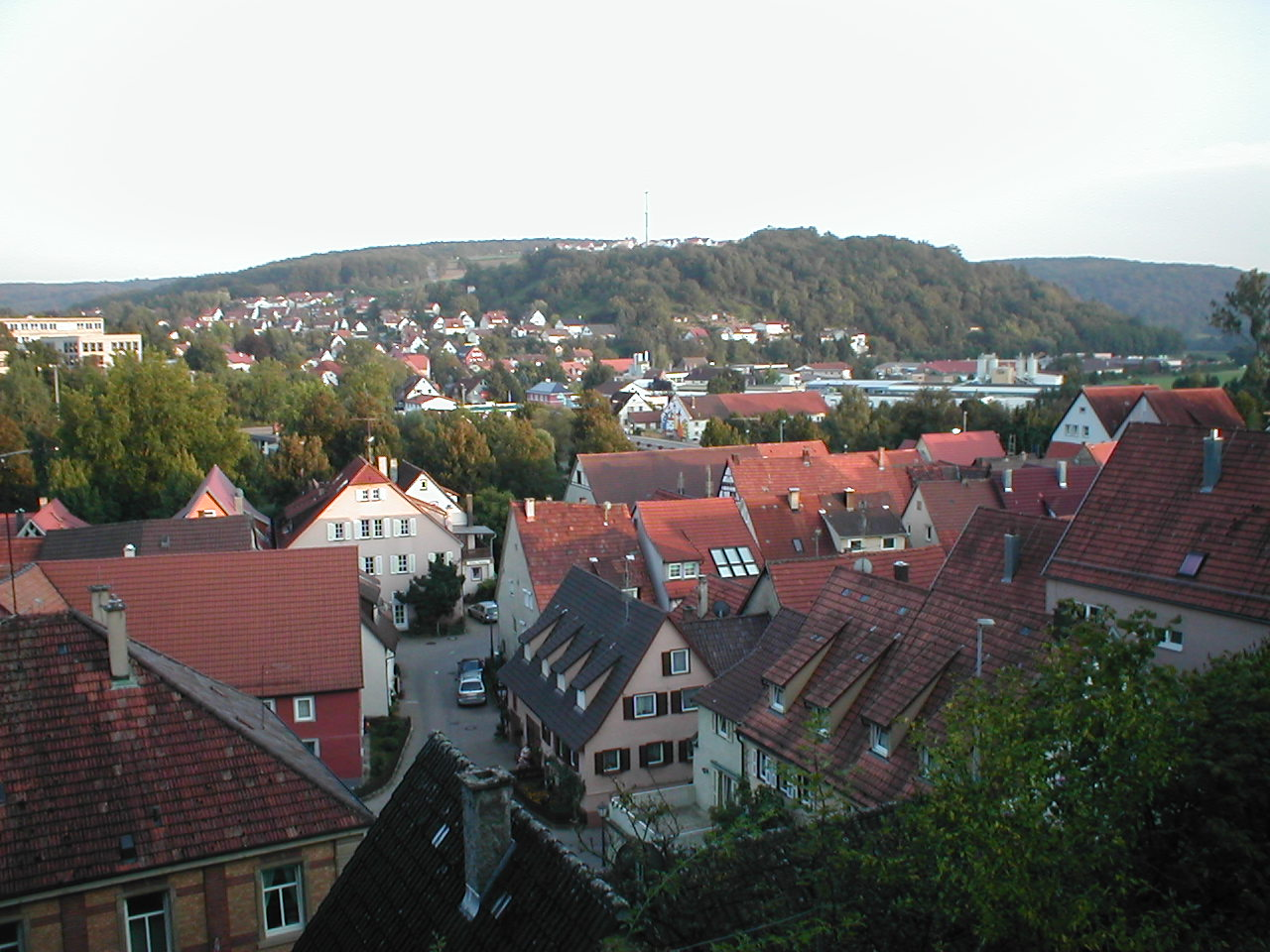
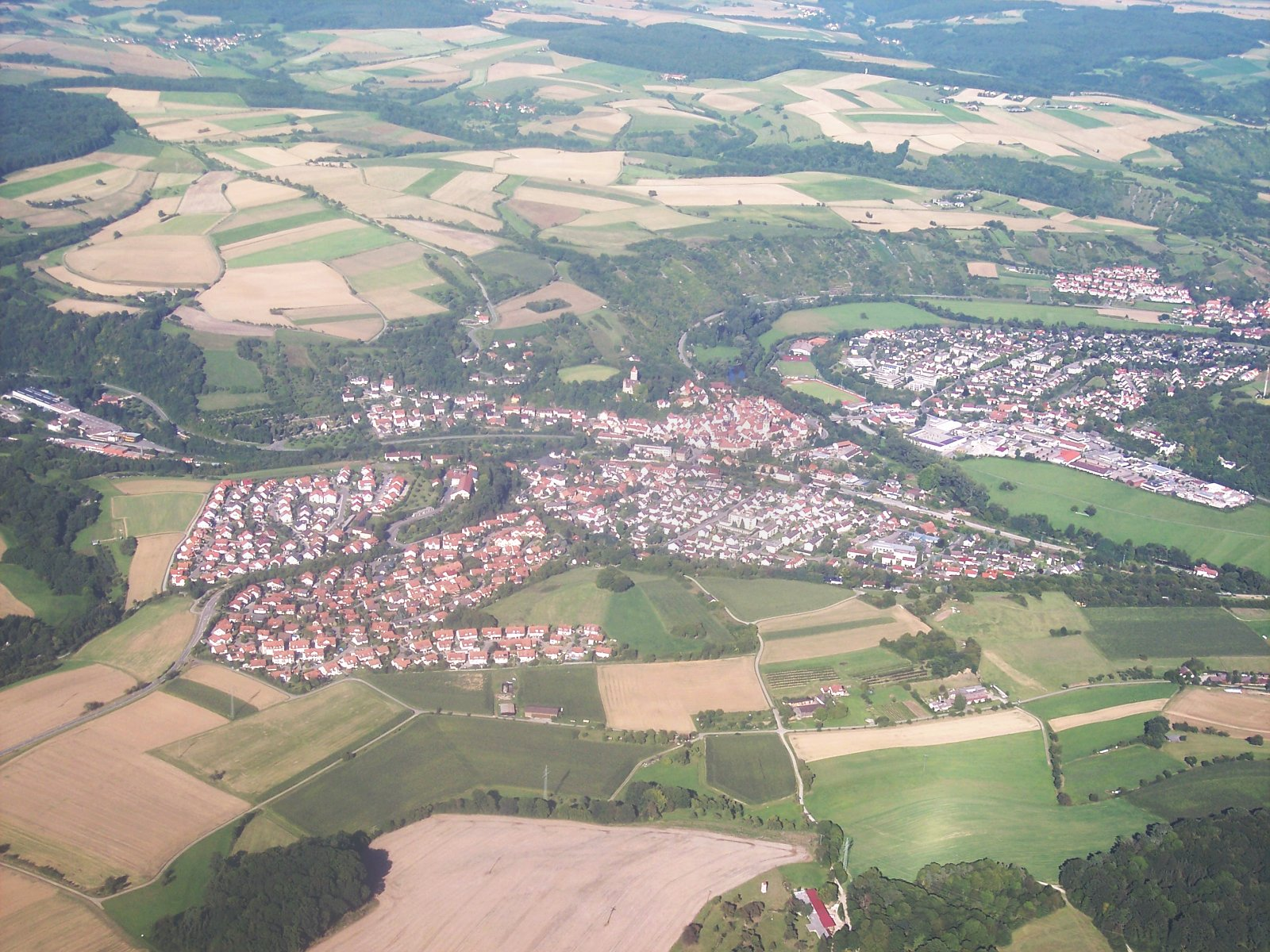
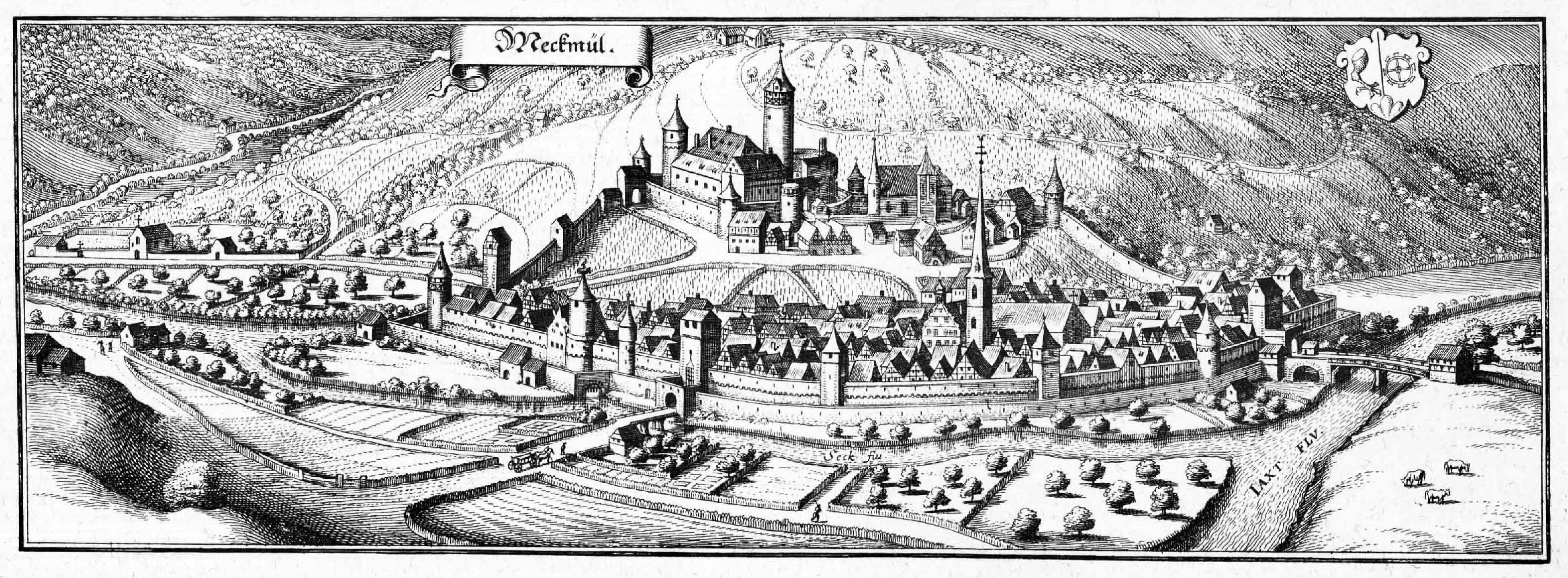
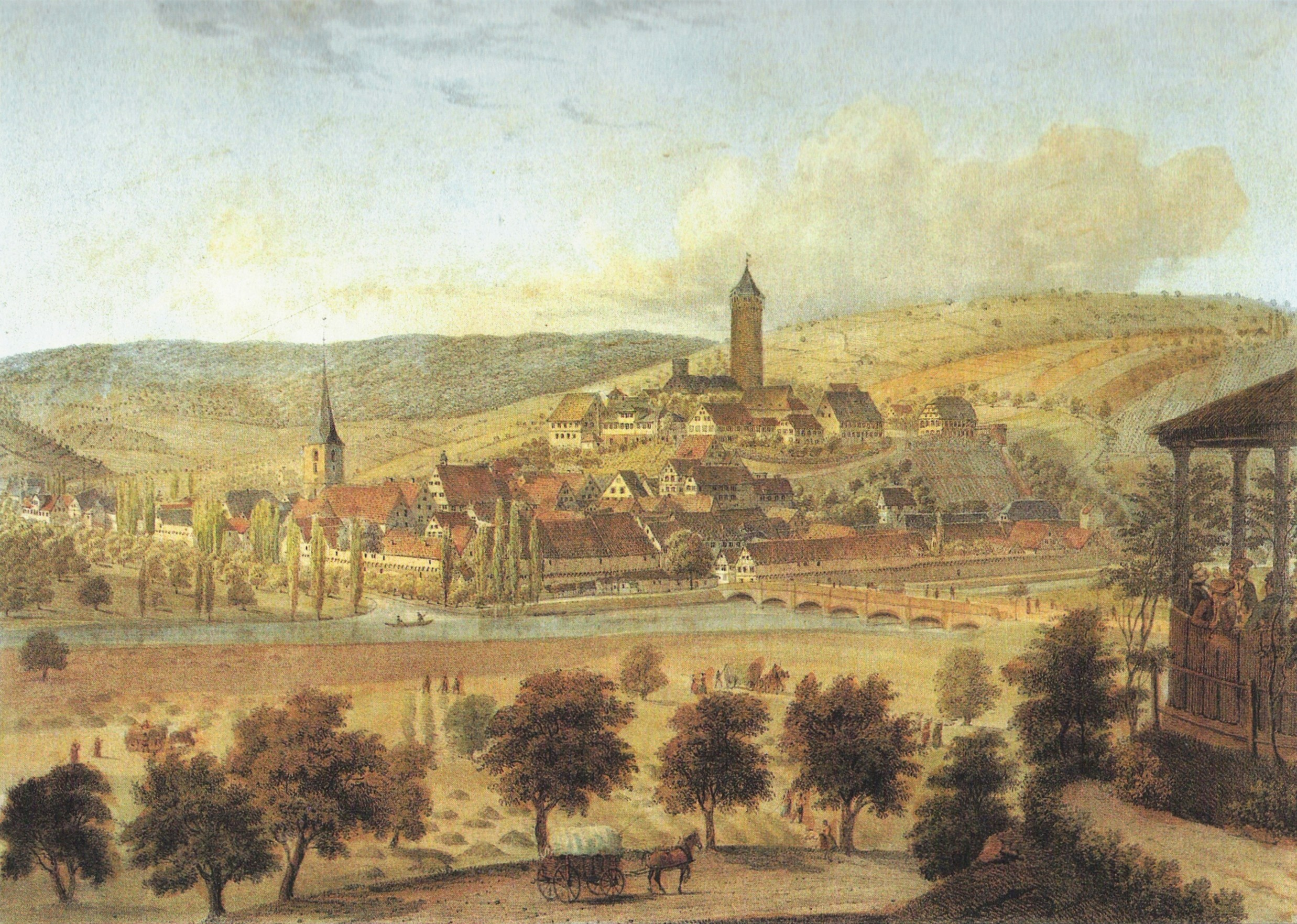
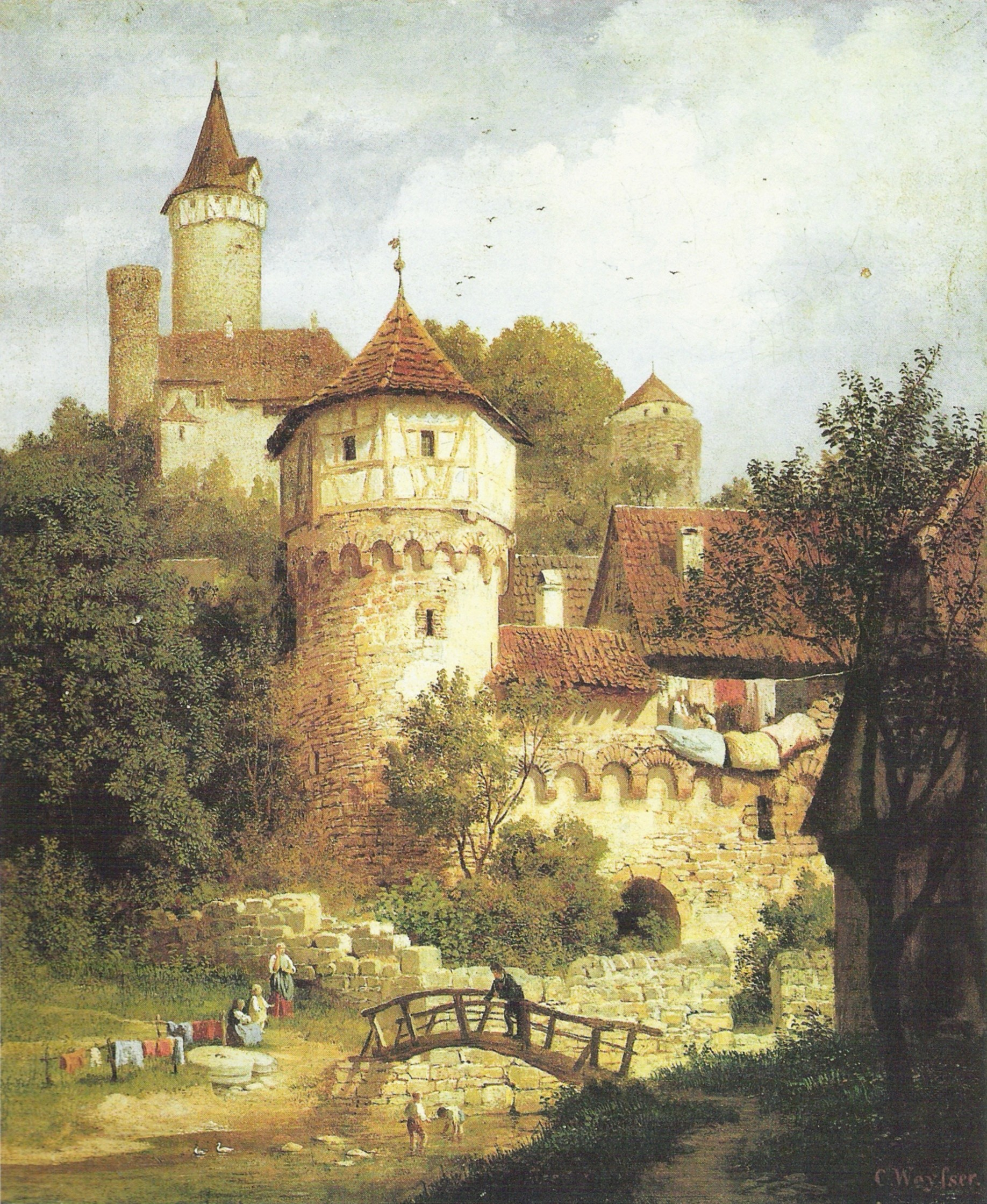
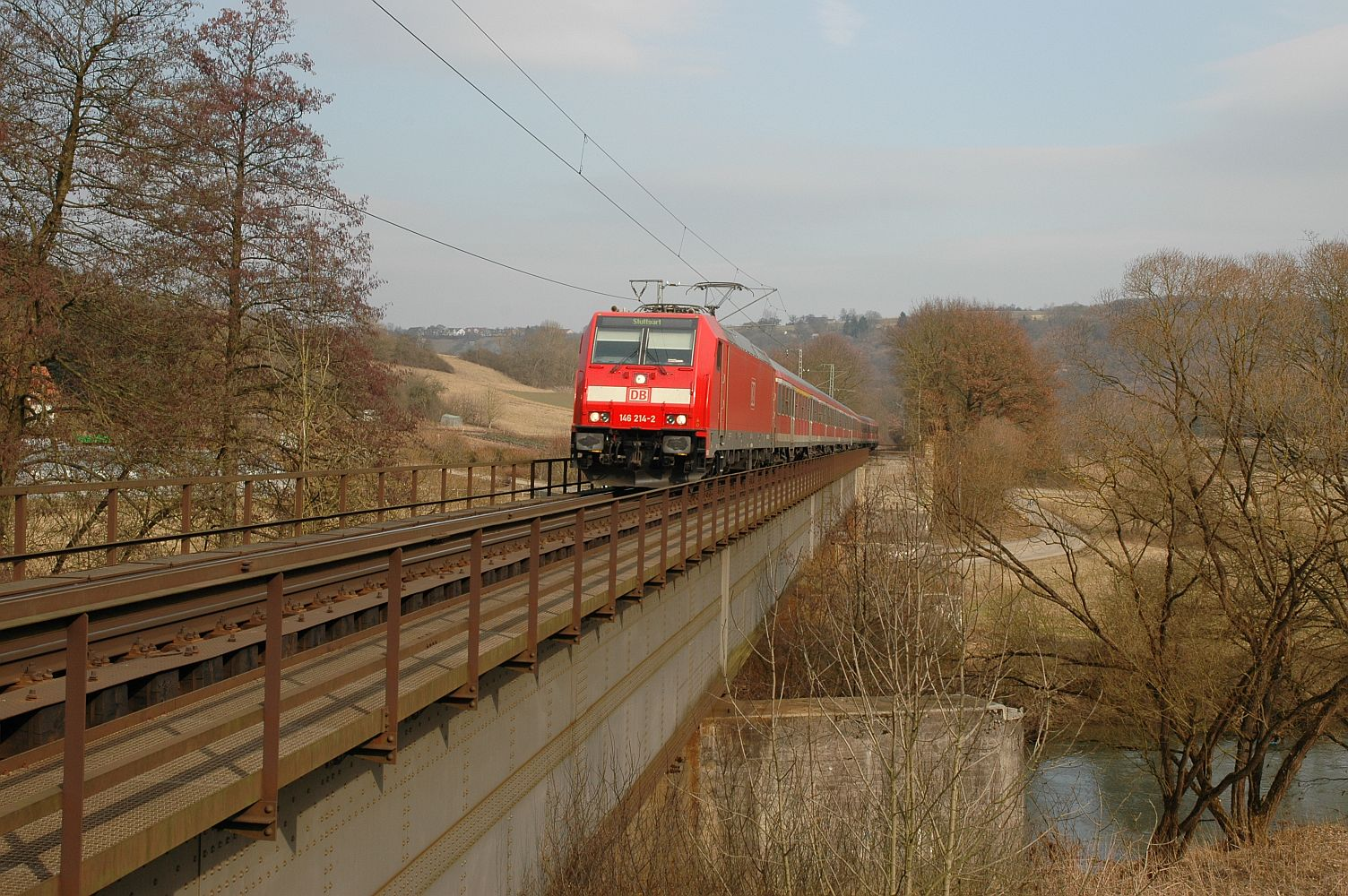
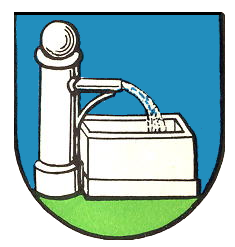
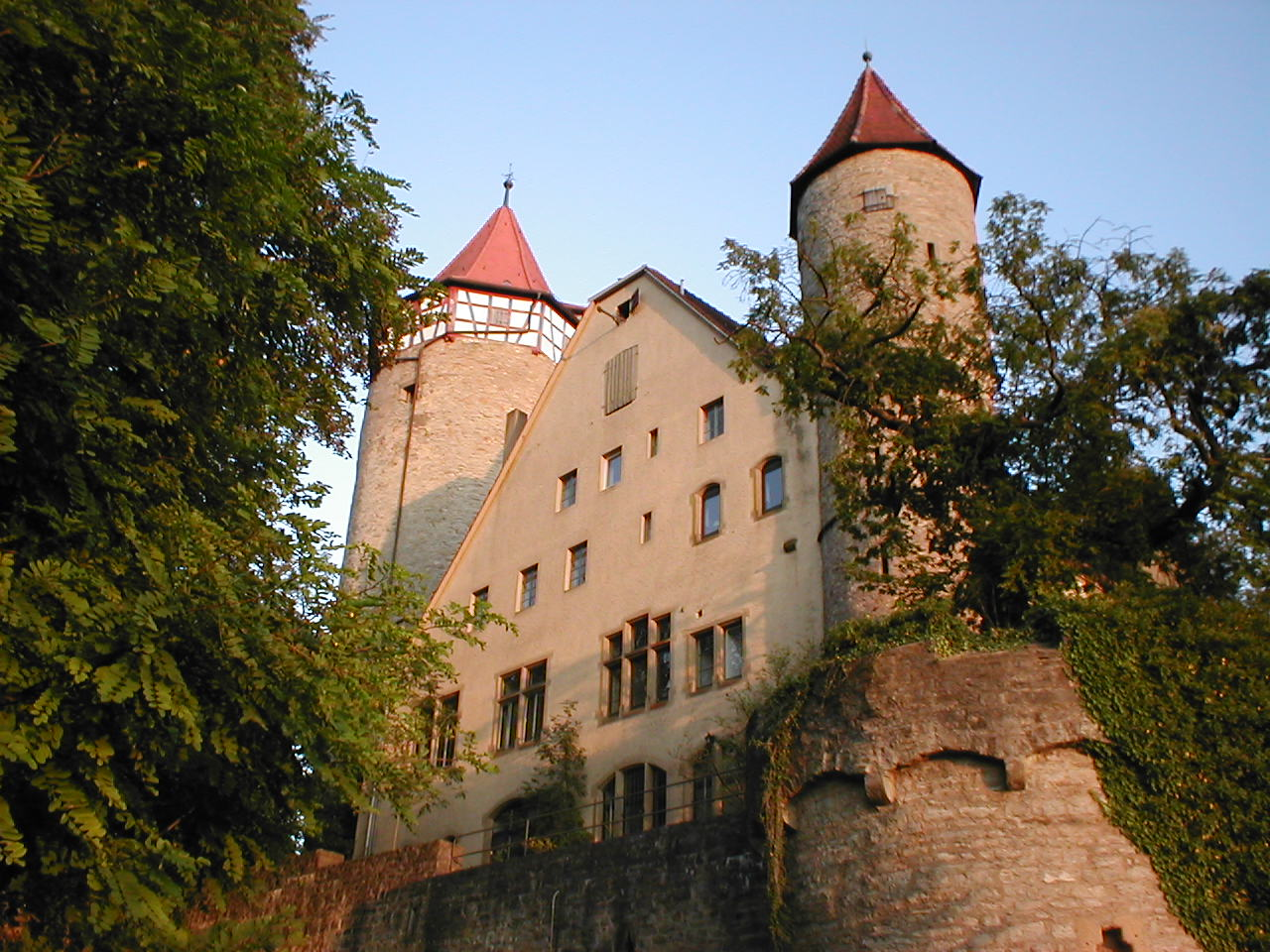
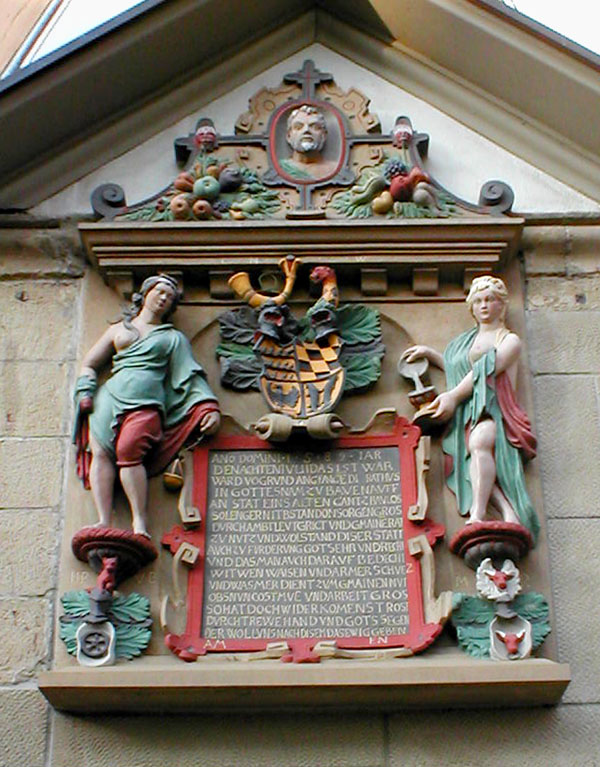
Ратуша
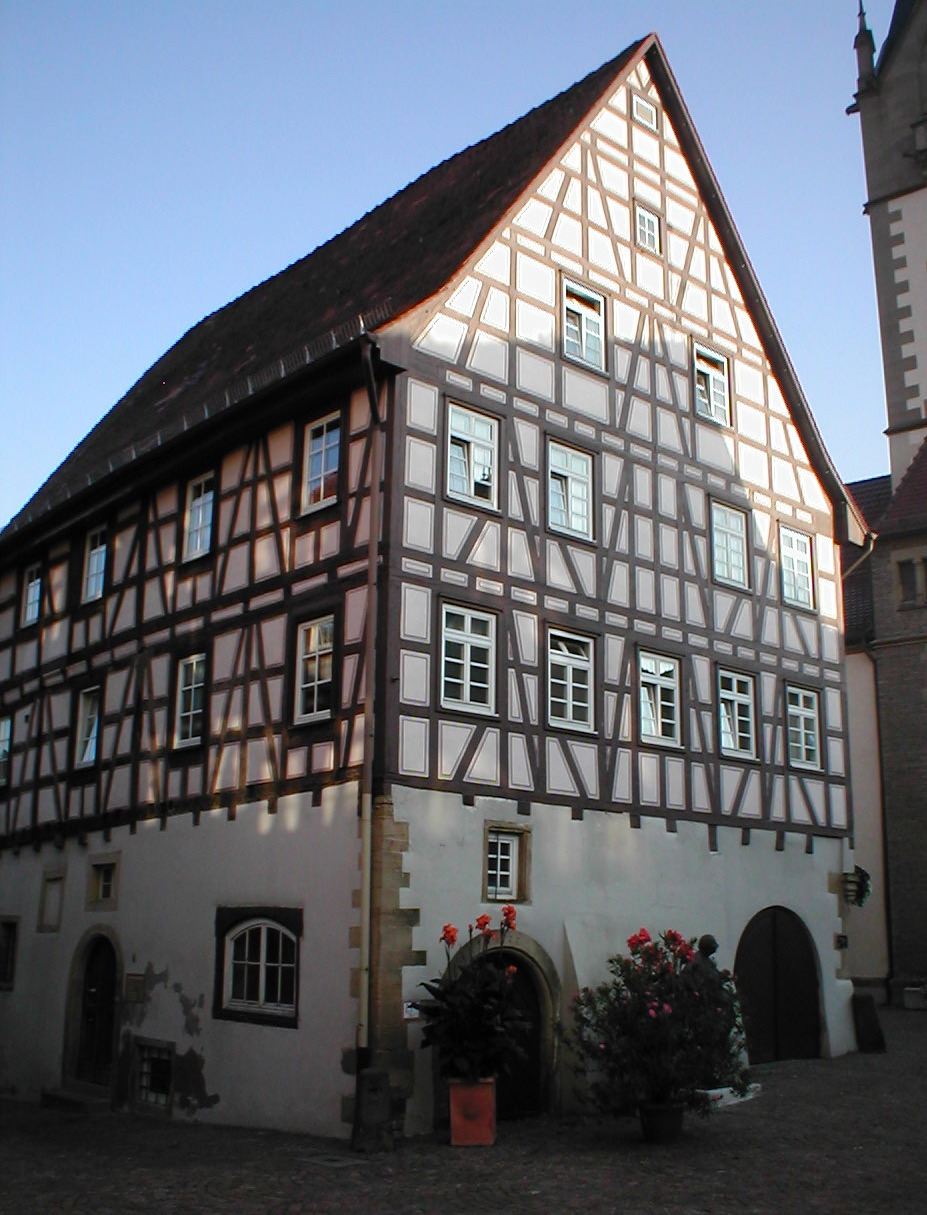
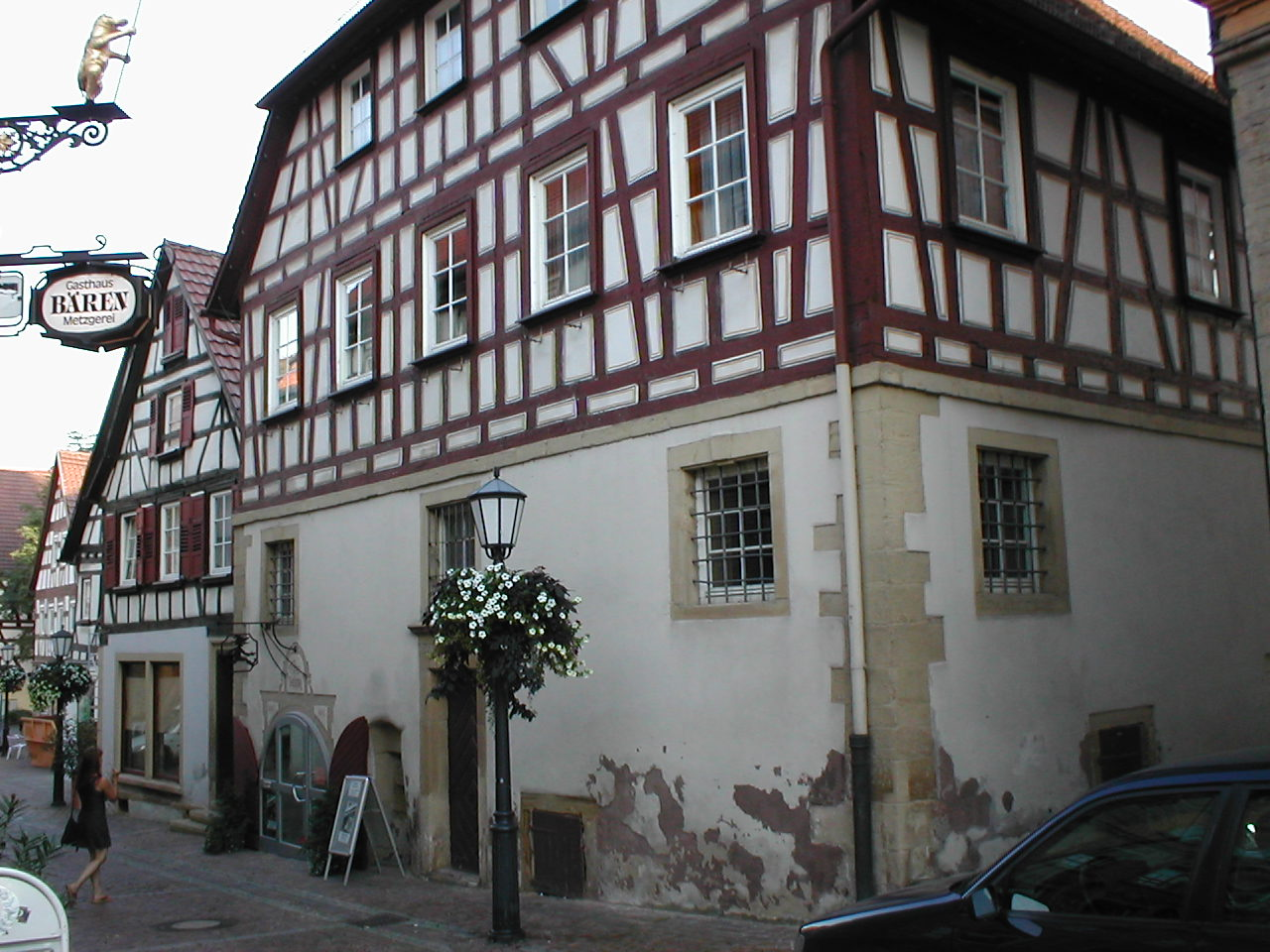
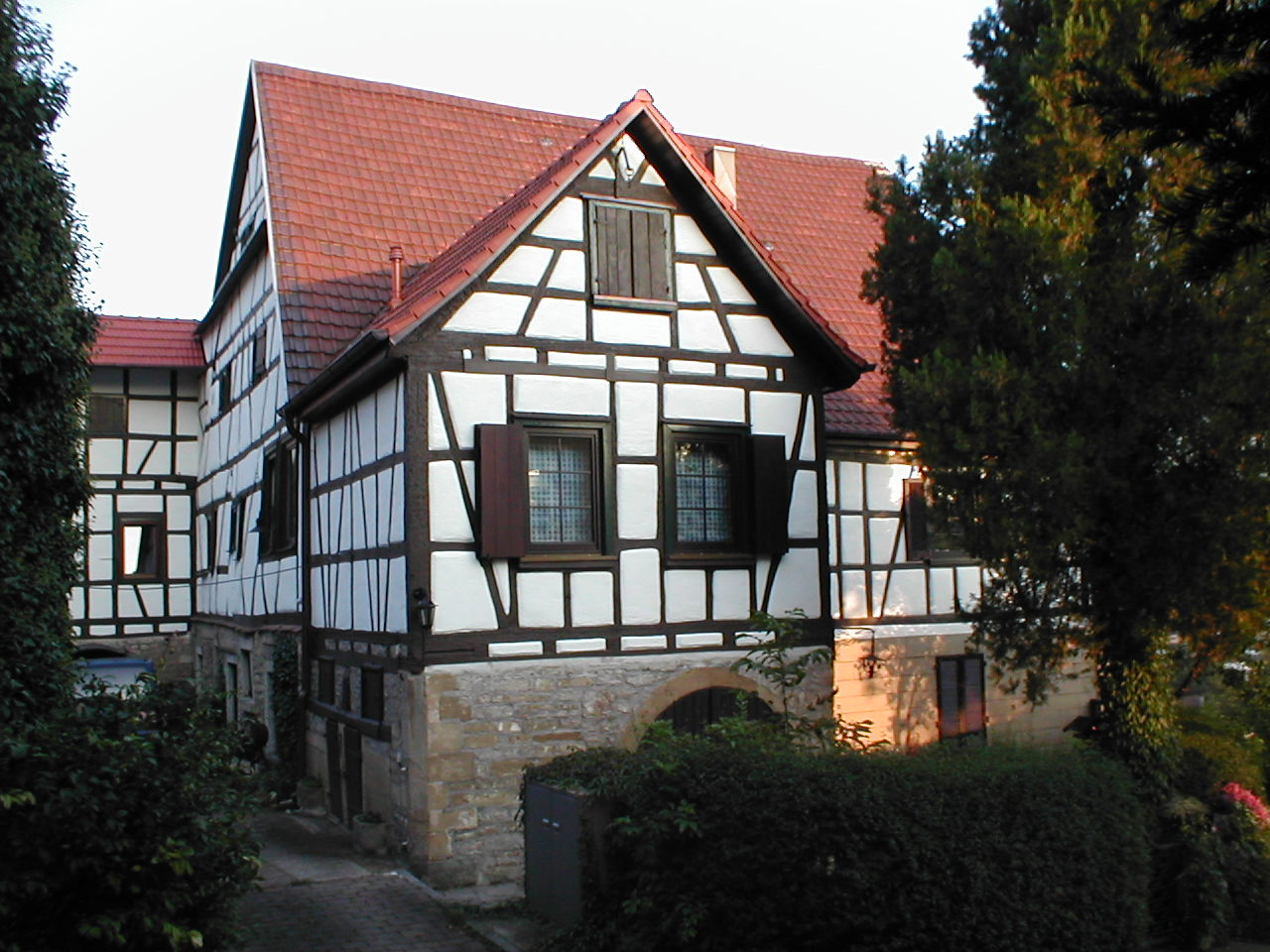
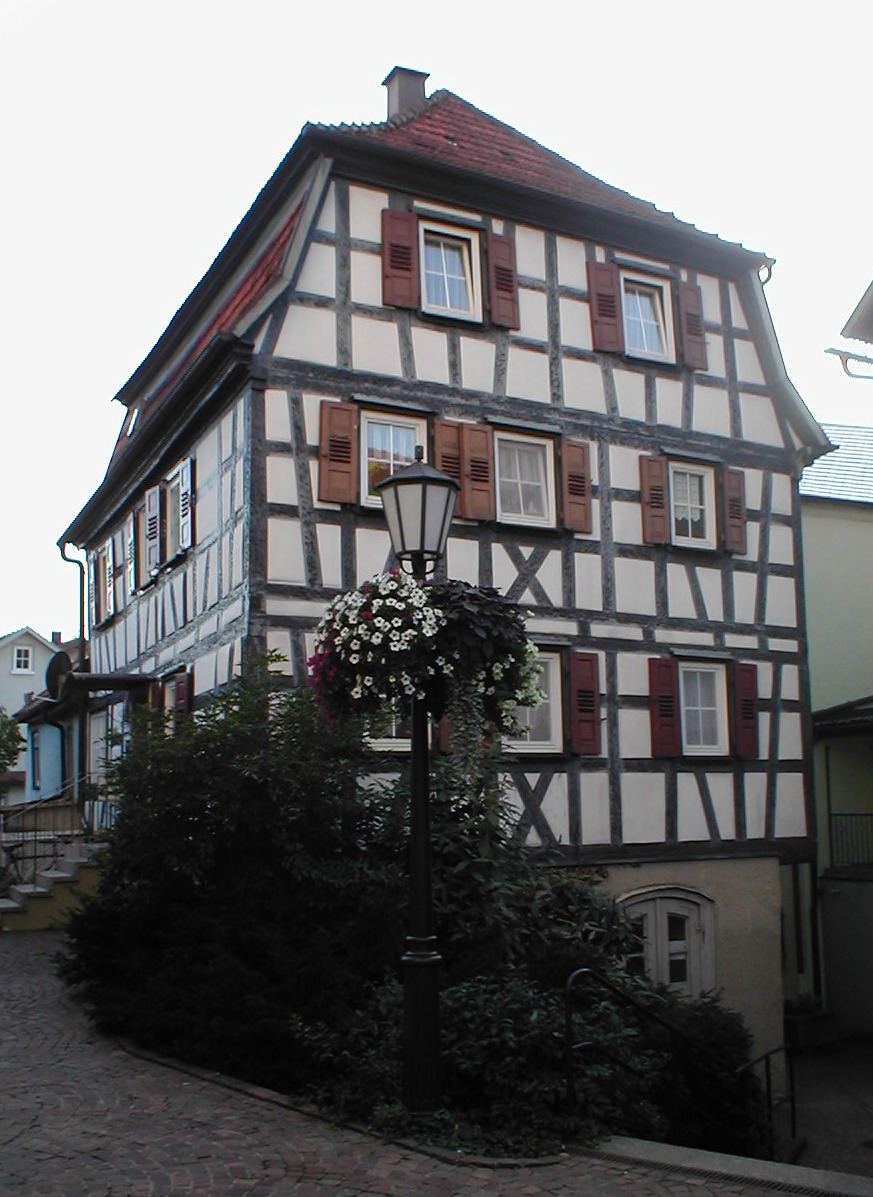
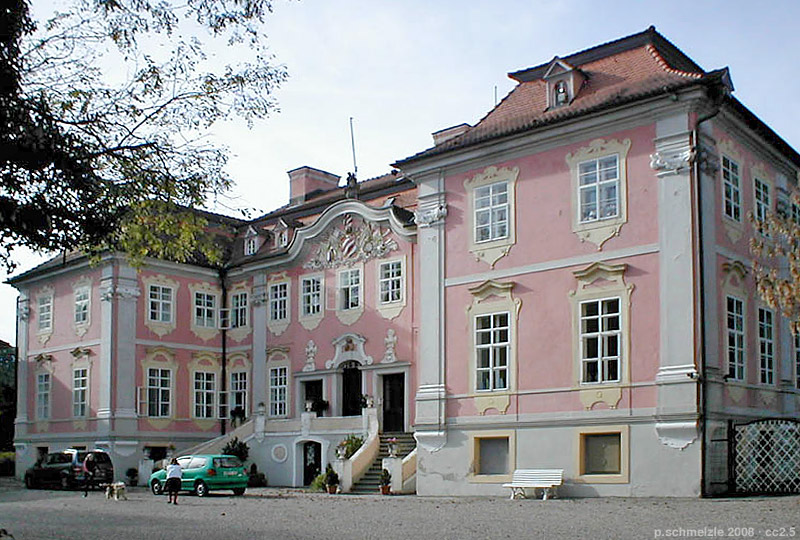
Замок
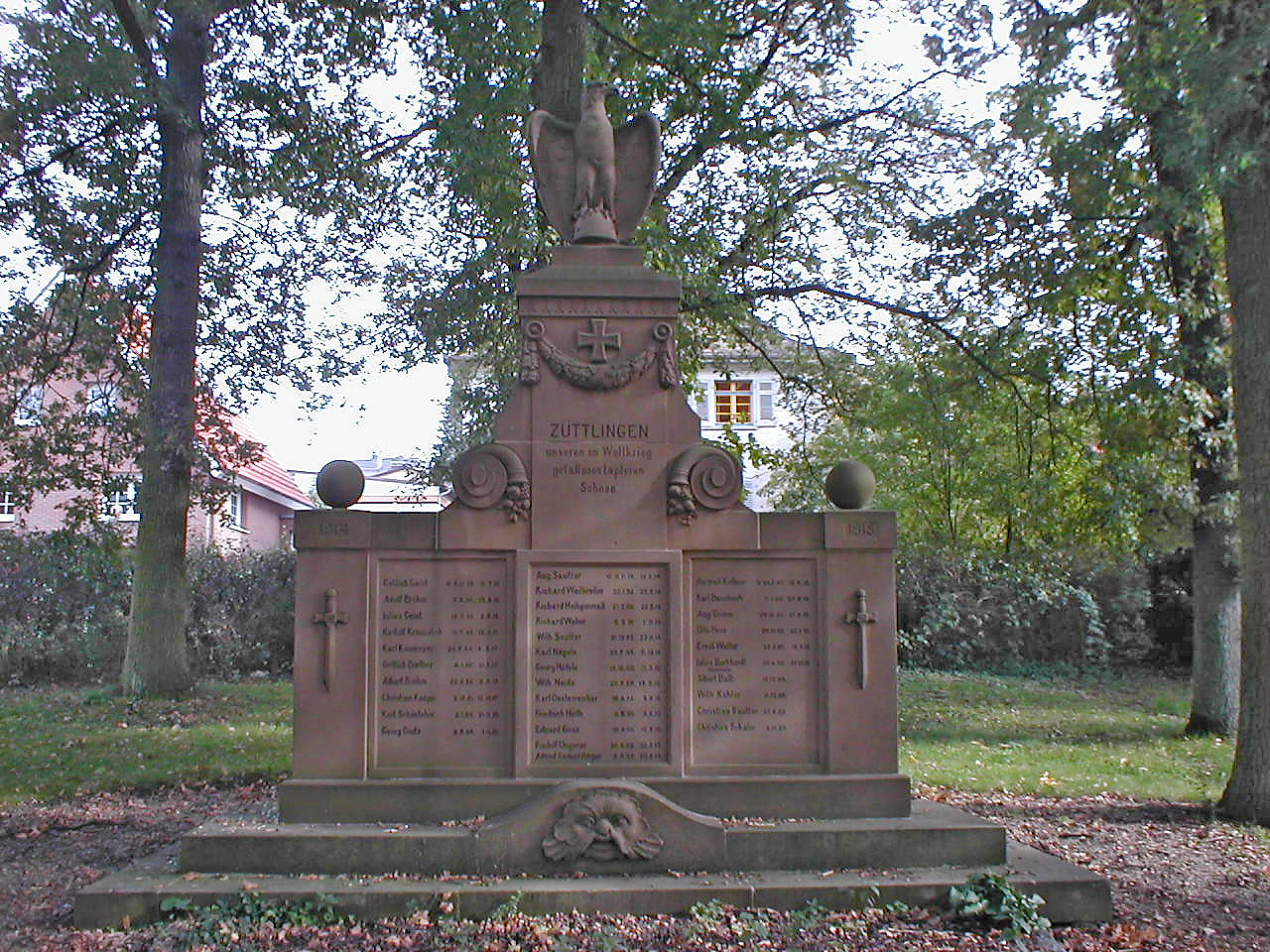
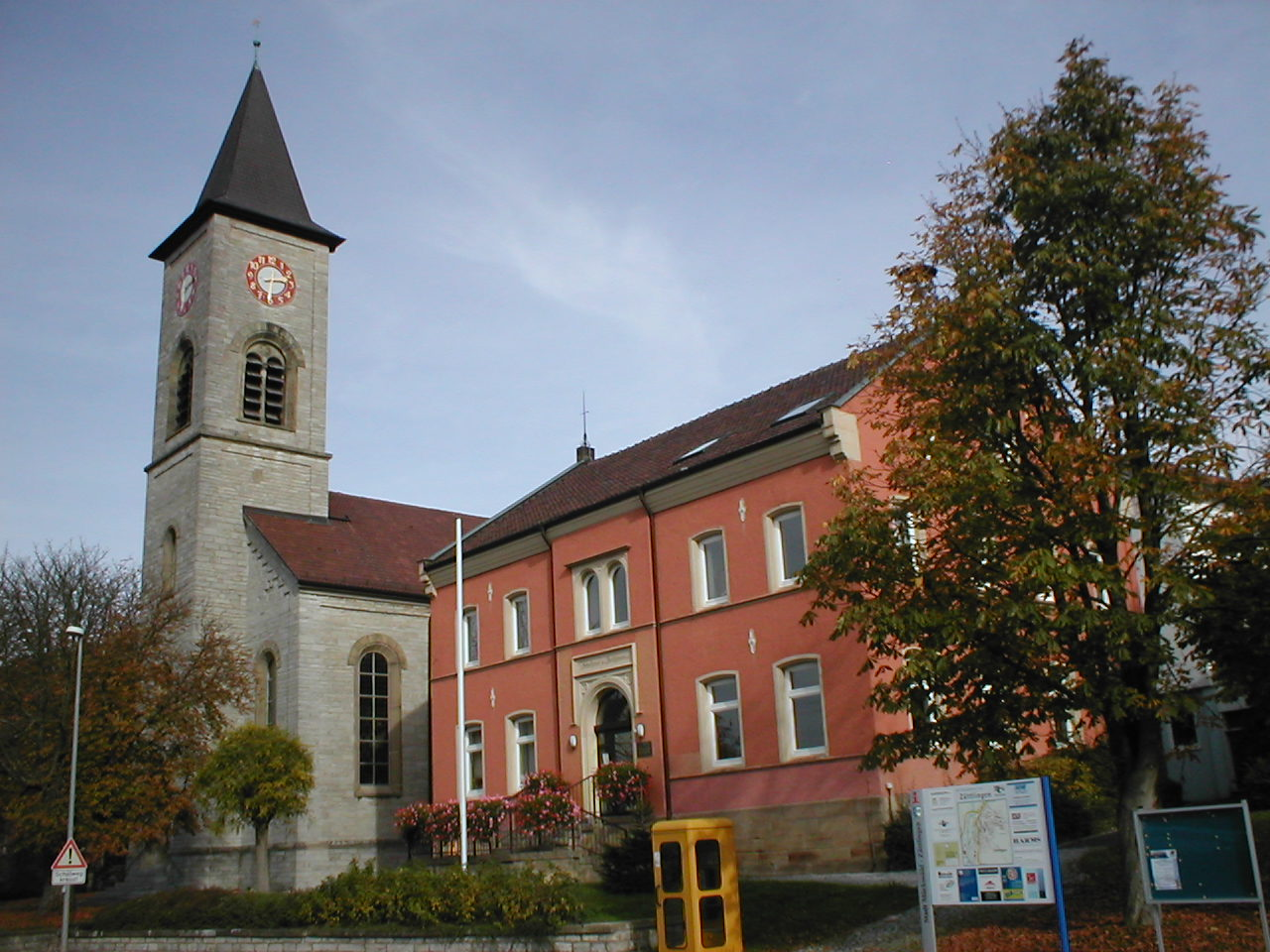
Ратуша
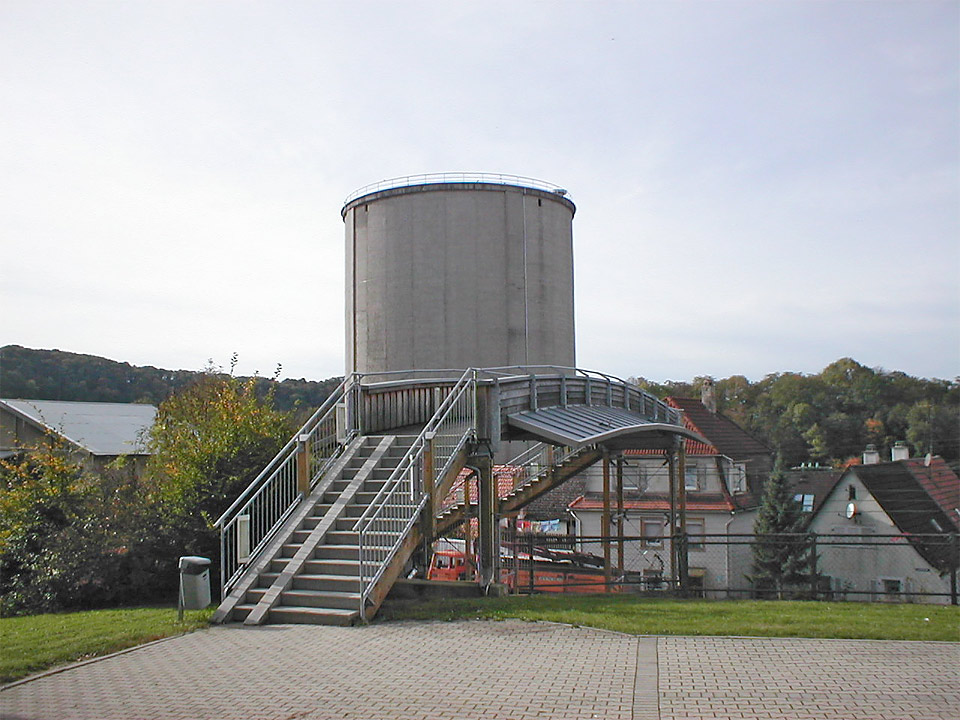
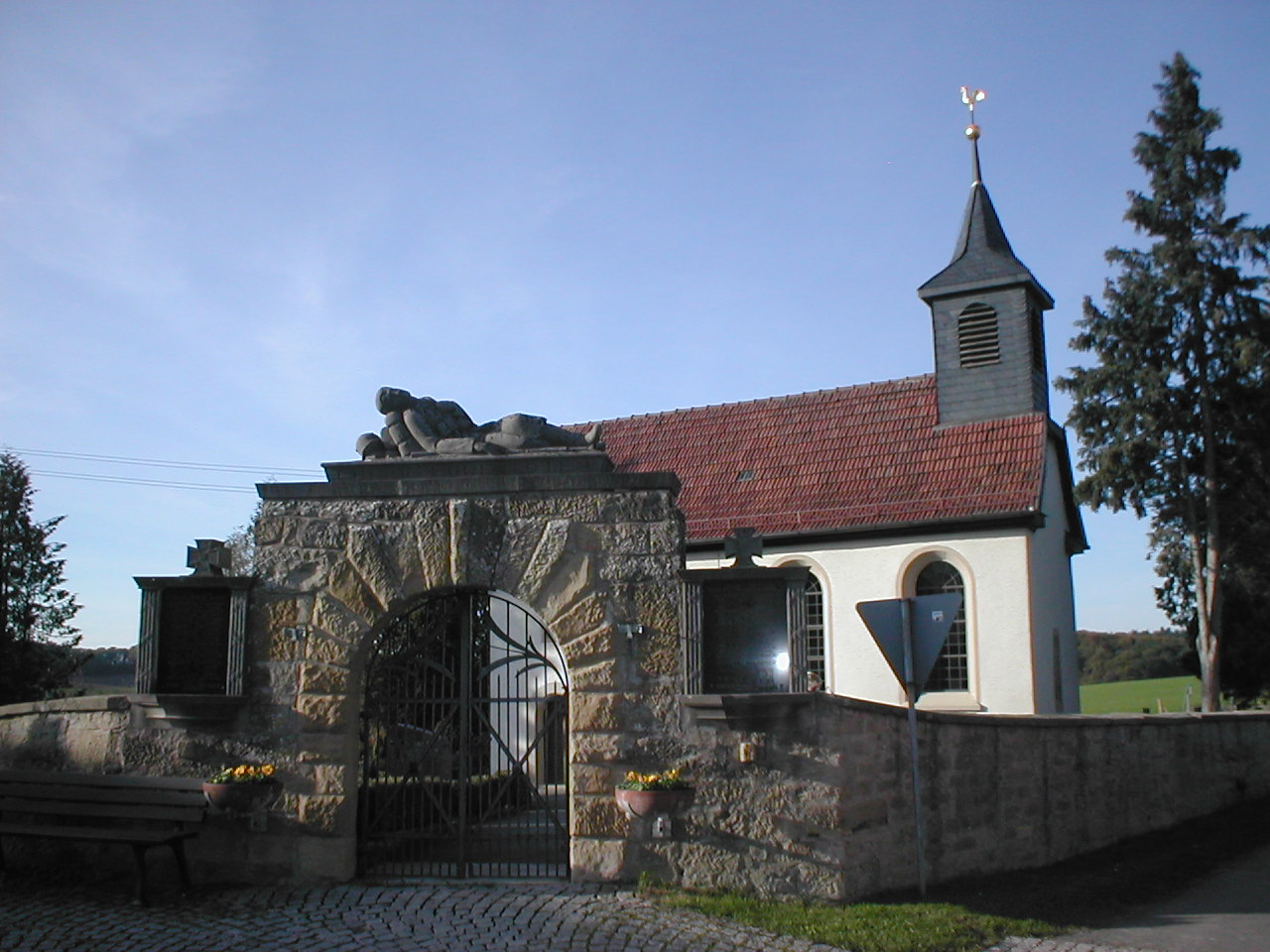
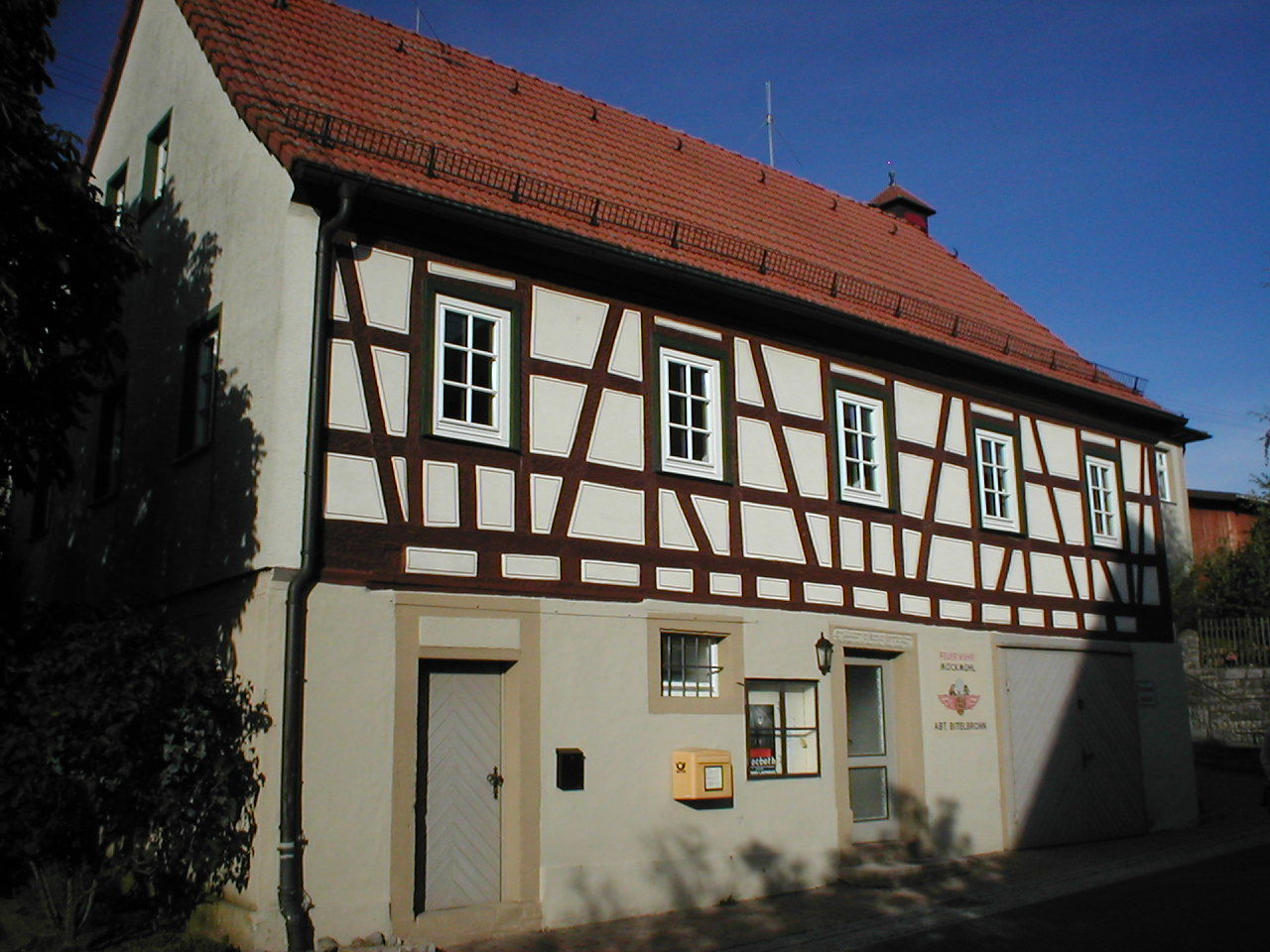